# Фурманный переулок
Фу́рманный переу́лок — улица в центре Москвы в Басманном районе между улицей Чаплыгина и Садовой-Черногрязской.

## Происхождение названия
Назван в XIX веке по находившемуся в переулке Фурманному двору — «извозчичьему двору» (от немецк. фурман — «возница, извозчик»). По-видимому, на этом же дворе стояли и пожарные повозки с пожарными трубами («заливными насосами»), почему переулок называли также Трубным.

## Описание

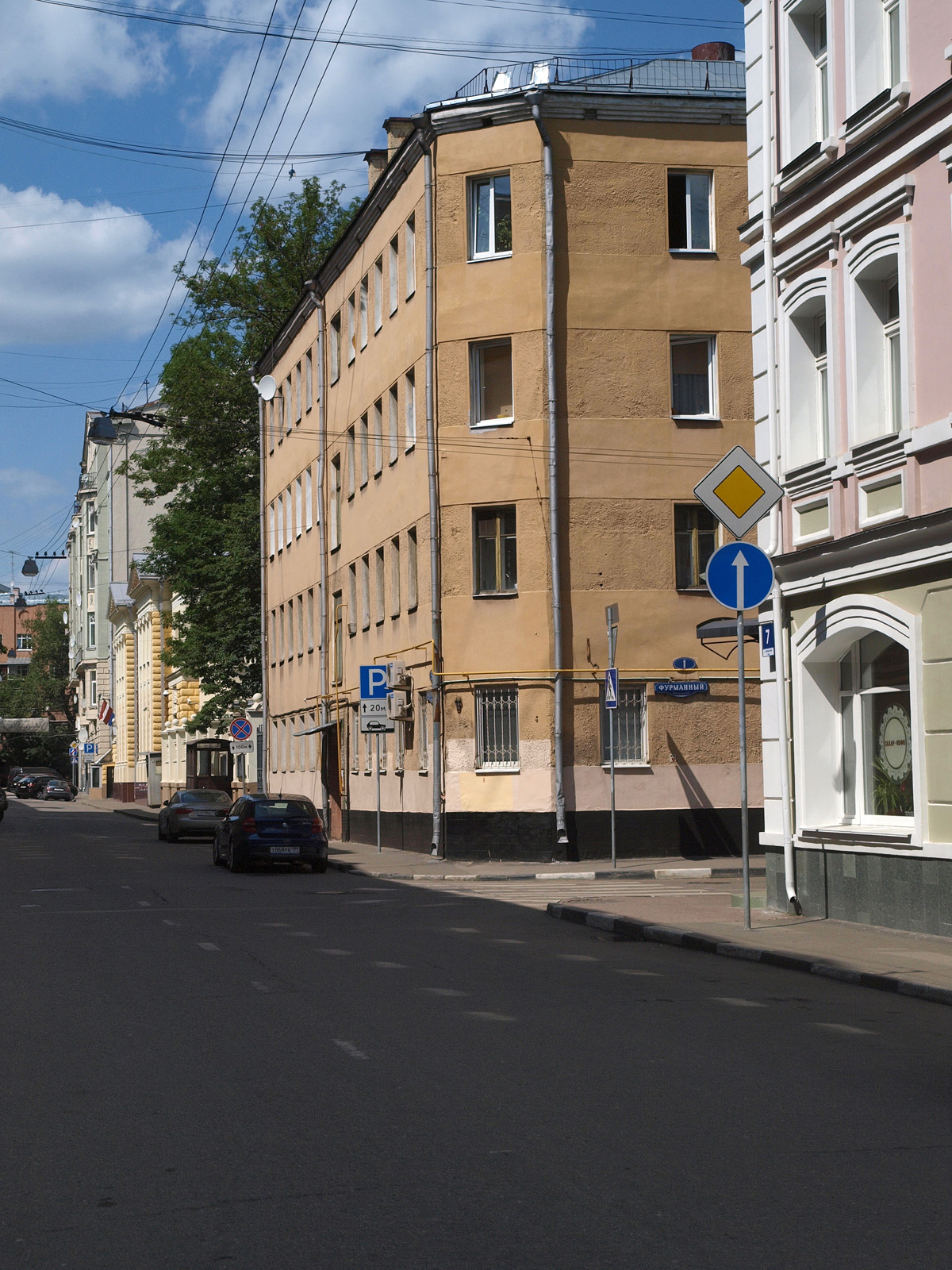
Начало переулка.

Фурманный переулок начинается от улицы Чаплыгина, проходит на северо-восток параллельно улице Машкова и заканчивается на Садовом кольце в районе Садовой-Черногрязской. Слева к нему примыкает Малый Козловский переулок.

## Здания и сооружения
По нечётной стороне:

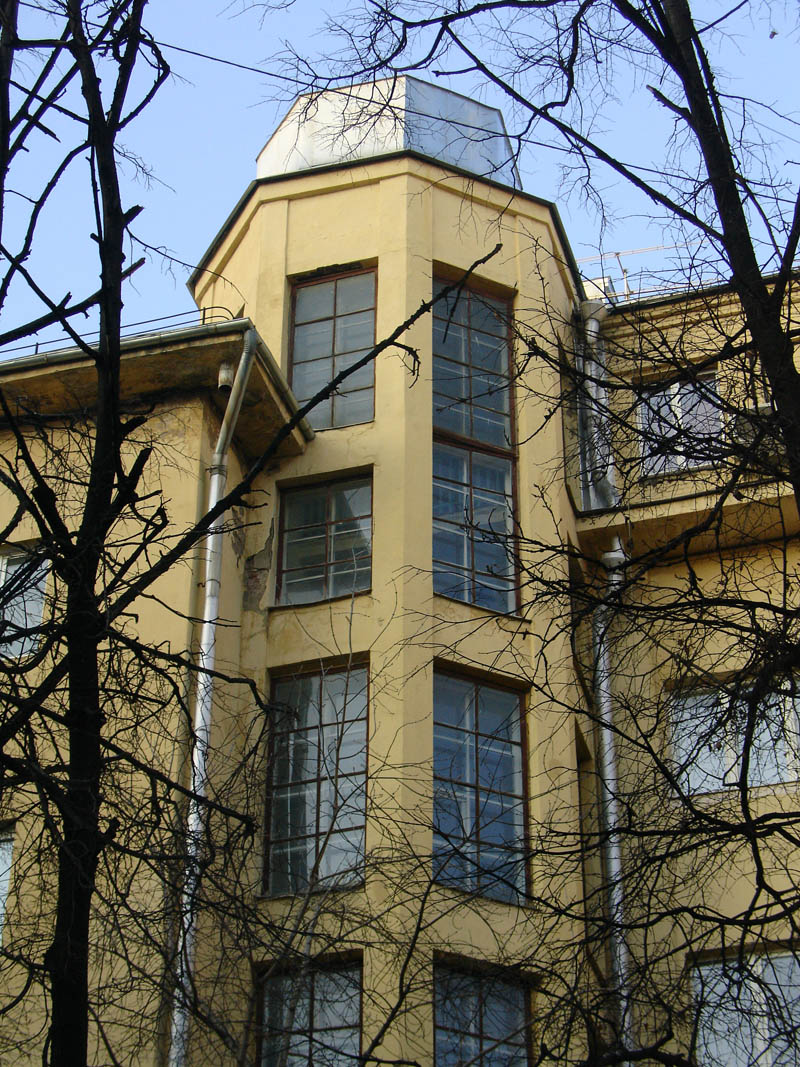
№ 15.

- № 1 — доходный дом Е. Н. Депре (1900, архитектор К. А. Михайлов; надстроен в 1907 году архитектором А. Е. Антоновым).
- № 3 — доходный дом А. Г. Герасимова (1899, архитектор Н. Д. Бутусов).
- № 5 — доходный дом А. Г. Герасимова (1897, архитектор И. Д. Боголепов).
- № 7 — доходный дом братьев А. Н. и И. Н. Прохоровых (1911—1912, архитектор О. Г. Пиотрович).
- № 9 — доходный дом Г. Е. Бройдо (1909—1910, архитектор Н. И. Жерихов)
- № 13, строение 9 — Институт экономики сервиса Московского государственного университета сервиса.
- № 15 — жилой дом (1927, архитектор А. И. Ржепишевский). Здесь жила историк Е. М. Штаерман[1].
- № 19/14 — НИИ глазных болезней им. Г. Гельмгольца (1900, архитектор Э. Ф. Флейснер; 1929, архитектор И. А. Иванов-Шиц).

По чётной стороне:
- № 6 — доходный дом (1904, архитектор И. Г. Кондратенко). В доме в 1904—1933 годах в квартире № 21 жил художник А. М. Васнецов; ныне здесь находится Мемориальный музей-квартира А. М. Васнецова  памятник архитектуры (федеральный).
- № 8 — детский сад № 2334.
- № 10, левая часть — дом П. П. Легейде (1879, надстроен двумя этажами в 1911 году).
- № 10, правая часть — доходный дом С. К. Богоявленского (1911, архитектор П. В. Харко).
- № 16 — доходный дом Н. С. Морозова (1899, архитектор Н. Д. Бутусов).
- № 16 (во дворе) — доходный дом (1904, архитектор И. Г. Кондратенко).
- № 18 — Доходный дом А. Н. Монигетти (1903, архитектор Н. П. Матвеев)[2].
10 сентября 2017 года на фасаде дома была установлена мемориальная табличка «Последний адрес» итальянского антифашиста, радиотехника московской студии «Союздетфильм» Олинто Бертоцци, расстрелянного органами НКВД 20 августа 1938 года[3]. В базе данных правозащитного общества «Мемориал» есть имена 4-х жильцов этого дома, расстрелянных в годы террора[4].  Число погибших в лагерях ГУЛАГа не установлено.
- № 20 — Доходный дом А. С. Фролова (1908—1910, архитектор В. А. Мазырин)[5]. Здесь жил учёный в области механики грунтов Н. М. Герсеванов[6].
- № 22 — Доходный дом Д. З. Гинзбург (1908—1910, архитектор В. А. Мазырин)[5].
- № 24 — Доходный дом М. П. Федосеева (1911, архитектор Л. В. Уваров[7]). Здесь жил математик и механик В. В. Голубев[8].